# U-549
 U-549  — немецкая подводная лодка типа IXC/40, времён Второй мировой войны. 
Заказ на постройку субмарины был отдан 5 июня 1941 года. Лодка была заложена на верфи судостроительной компании «Дойче Верфт АГ» в Гамбурге 28 сентября 1942 года под строительным номером 370, спущена на воду 28 апреля 1943 года, 14 июля 1943 года под командованием капитан-лейтенанта Детлефа Кранкенхагена вошла в состав учебной 4-й флотилии. 1 января 1944 года вошла в состав 10-й флотилии. Лодка совершила 2 боевых похода, потопила эскортный авианосец «Блок-Айленд» (9 393 т) и повредила эскортный эсминец USS Barr (DE 576) (1 300 т). 29 мая 1944 года лодка была потоплена в Центральной Атлантике, к юго-западу от Мадейры, Португалия, в районе с координатами 31°13′ с. ш. 23°03′ з. д. глубинными бомбами с американских эсминцев USS Eugene E. Elmore (DE 686) и USS Ahrens (DE 575). Все 57 членов экипажа погибли.